# Rena Lalgie
Rena Lalgie (...) è una politica bermudiana dal 2020 governatrice di Bermuda.

## Biografia
Dal 1997 al 2001 studiò all'Università di Birmingham, laureandosi in pubblica amministrazione, e nel 2019 ha frequentato l'Harvard Kennedy School. 
Lavorò al Ufficio dell'interno britannico nei panni di consulente per la politica sull'abuso di sostanze tra i giovani, dal 2001 al 2003.
Nello stesso anno servì come analista sulle politiche in materia di droga presso l'Unità strategica del primo ministro, e venne trasferita all'HM Treasury lavorando come analista sulle politiche in materia di droga e di criminalità organizzata fino al 2004.

## Vita privata
È sposata con Jacob e ha due figlie.